# Idioma shan
El idioma shan (en shan: လိၵ်ႈတႆး, en birmano: ရှမ်းဘာသာ, en tailandés: ภาษาไทใหญ่) es la lengua nativa del pueblo shan, que se habla principalmente en el estado Shan, en Birmania. También es utilizada en zonas del estado Kachin y en la región de Sagaing, también en Myanmar; en el norte de Tailandia, y de forma residual en Assam. La lengua shan forma parte de la familia tai–kadai, y está relacionada con el tai. Tiene cinco tonos, que no se corresponden exactamente con los de la lengua tailandesa, y un sexto tono que se emplea para dar énfasis. En tailandés se la conoce como Tai Yai o Tai Long.

## Uso de la lengua
El número de hablantes del shan se desconoce con exactitud, principalmente por la dificultad de establecer la cifra de población shan. En 2001, Patrick Johnstone y Jason Mandryk estimaban en 3,2 millones el número de hablantes de shan en Birmania; el Instituto de Lengua y Cultura de la Universidad Mahidol estimaba que el número de hablantes shan en Tailandia era de 95 000 en 2006. Aun cuando la población shan en Birmania se estimaba en 2019 en 4 593 000 personas, el número de hablantes de la lengua se cifraba, de forma también estimada, en unos 3,2 millones.
Muchos shan hablan también dialectos locales así como las lenguas de sus vecinos para las relaciones comerciales. El consumo de cultura popular en tailandés por parte de los shan -series de televisión, música, karaoke- es considerable. Debido a la guerra civil en Birmania, la alfabetización de la población shan en su propia lengua es muy reducida. 
El Ministerio de Información de Birmania anunció a finales de 2013 el lanzamiento de una canal de televisión en lenguas minoritarias, dentro del cual se facilitarían dos horas diarias de emisiones en lengua shan.
El shan se usa como lengua vehicular en la educación informal y monástica, si bien el gobierno central presiona desde hace décadas para que la educación formal en instituciones gubernamentales sea en birmano. La Ley Nacional de Educación de 2014 sólo contempla (artículos 43 y 44) el uso como lengua de instrucción de las lenguas regionales en los niveles más básicos. En los superiores los contempla como asignatura, no como lenguas vehiculares.
La lengua shan se ha usado como medio literario durante unos pocos siglos, tanto para  textos religiosos como seculares. Para ello se ha utilizado diferentes sistemas de escritura, aunque el más extendido -el alfabeto shan deriva del alfabeto birmano- sólo se modificó para reflejar todos los sonidos shan a finales del segundo tercio del siglo XX. Hay un número considerable de libros, periódicos y otras publicaciones regulares en shan, así como emisoras de radio.

## Descripción
Se trata de una lengua fundamentalmente monosilábica que utiliza tonos para distinguir entre palabras que de otra forma se pronunciarián igual. Aunque está muy relacionada con el siamés y el laosiano, se diferencia de ellos por su monosilabismo mucho más esctricto y por su significativo uso de préstamos del birmano.